# Устав Југославије из 1974.
Устав Социјалистичке Федеративне Републике Југославије из 1974. године, трећи је и посљедњи устав Социјалистичке Федеративне Републике Југославије. Ступио је на снагу 21. фебруара 1974, а престао да важи као резултат распада Југославије 1992. године.
Развијен је и усвојен, у многим погледима, под притиском националистичких осјећања која су произашла из савезних република (нарочито Словеније и Хрватске), које су захтијевале већу економску и политичку самосталност. Таква стријемљења су фактички претвориле земљу у конфедеративну државу са слабом централном влашћу и јаким дијеловима федерације. Ова неравнотежа је морала бити надокнађена, према творцима и идеолозима новог устава, јединственом и водећом улогом Савеза комуниста Југославије. Уставне промјене су оштро критиковали српски научници и интелектуалци, који су изразили забринутост да би неоправдано проширење права и овлашћења република и аутономних република довело до брзог раста национализма у саставним дијеловима федерације и посљедичних захтјева за независношћу. Међутим, изнијете коментаре није прихватило југословенско руководство, а критичари устава били су изложени прогону и репресији. Према намјери твораца устава, курс који је држава заузела ка децентрализацији и јачању правног статуса сваке федералне јединице био је хармонизација националних односа између народа и народности Југославије, заснована на идејама братства и јединства.
Устав из 1974. састојао се од 406 чланова и сматрао се једним од најдужих устава на свијету. Уставне одредбе заснивале су се на десет правних принципа, који су представљали основна начела устројства и организације југословенске државе. Текст устава одликовао се изузетно ниском правном техником излагања и имао је сложене и нејасне формулације. Већина уставних одредби била посвећена заштитити система самоуправе од мијешања државе, проширењу заступљености република и аутономних покрајина у свим федералним органима државне власти и јачању њихове самосталности у друштвено-економском животу у саставу федерације. Иако се нови устав у великој мјери бавио питањима кодификације друштвено-економског система у правцу даљег усавршавања и развоја идеја социјалистичког самоуправљања, најспорније посљедице у историјског перспективи произашле су из његових одредби о државном устројству Југославије (нарочито право народа Југославије на самоопредјељење, укључујући право на отцјепљење од федерације), који су касније коришћени као правни основ за оправдање распада Југославије и различито су их тумачиле зараћене стране током оружаног сукоба у бившој Југославији.
Према уставу, федерални парламент (Скупштина СФРЈ) постао је врховни орган власти и јавне самоуправе у земљи. Формирање парламента подразумијевало је сложену изборну процедуру. У почетку су грађани формирали јавне скупштине на територијама свог пребивалишта из редова чланова организација удруженог рада, мјесних удружења и друштвено-политичких организација (СКЈ, Социјалистички савез радног народа, Савез социјалистичке омладине и Савез синдиката). Општинске скупштине су затим бирале и слале своје делегате у прво дом федералног парламента — Савезно вијеће Скупштине СФРЈ, а такође истовремено и републичким и покрајинским скупштинама, које су заузврат формирале свој састав делегата од тако изабраних делегата у другим дом федералног парламента — Вијеће република и покрајина Скупштине СФРЈ. Састав Предсједништва СФРЈ смањен је са 23 на 9 чланова, који је укључивао представнике сваке републике и аутономне покрајине у једнаким размјерама, а такође и по дужности предсједника Југославије. Посебном одредбом устава Јосип Броз Тито је фактички проглашен доживотним предсједником. Такође, устав је проширио гаранције за заштиту људских права и слобода, укључујући и коришћење судских поступака, али је садржао универзалну клаузулу да ниједан грађанин не смије да користи своја права и слободе да би нарушио успостављени уставни поредак. Аутономне покрајине Косово и Војводина, које су биле у саставу Србије, добиле су значајно проширену аутономију, укључујући и де факто право вета у Скупштини Србије.
Неки истраживачи примјећују да су кардиналне промјене у федералним односима, уведене Уставом из 1974, могле допринијети јачању центрифугалних тенденција, које су довеле до каснијег краха и распада државе. Међутим, не дијеле сви ове ставове, истичући да је, упркос одређеним недостацима, уопштено развој идеја о децентрализацији и самоуправи република и покрајина у уставу довео до веће демократизације југословенског друштва.

## Позадина
Усвајању Устава претходили су политички догађаји који су се догодили неколико година раније, а који су означили почетак федерализације земље. Најпре је у лето 1966. године смењен са свих функција Александар Ранковић, један од најближих сарадника Јосипа Броза Тита, који је био противник федерализације. Победила је струја коју је предводио Едвард Кардељ, и тако је почела постепена федерализација. Године 1968. и 1971. усвојени су амандмани на тадашњи савезни Устав, којима је (1971) уведено Председништво СФРЈ као колективни орган руковођења. Крајем исте године, смењено је комплетно републичко руководство СР Хрватске које је пропагирало националистичку политику. А у јесен идуће године (1972), извршена је кадровска чистка у руководству СР Србије. Након свега тога, све је било спремно за доношење новог савезног Устава.

## Устав
По Уставу, сва власт припада „радничкој класи и радним људима“. У погледу државног уређења, покрајине у саставу СР Србије (САП Војводина и САП Косово) добиле су још већа права него што су имала раније. Покрајине су имале своја државна и партијска Председништва. Њихова територија није се могла мењати без одлуке покрајинске Скупштине, а покрајинске власти имале су чак право вета на одлуке власти у Србији.
Јосип Броз Тито, председник СФРЈ, проглашен је за доживотног председника Југославије, и његово име је ушло у текст Устава. Он је био истовремено председник Републике и председник Председништва СФРЈ. Након његове смрти све његове функције би прешле на Председништво СФРЈ.
Током јавне дискусије о предложеним променама устава, професор Београдског правног факултета, др Михаило Ђурић осуђен је на казну затвора након објаве одржаног говора у ком се противио спровођењу планираних уставних промена. Истичући да Југославија постаје само географски појам, на чијем се тлу под маском доследног развијања равноправности између народа успоставља неколико независних, чак и међусобно супротстављених националних држава, проф. Ђурић је упозорио да предложена уставна промена не само што из основа мења карактер досадашње државне заједнице југословенских народа, већ и одбацује саму идеју једне такве државне заједнице. Наглашавајући да уколико нешто још од ње и остане, то је само зато да бисмо у следећој фази промене имали шта да приведемо крају.

## Начела Устава
Уводни део Устава из 1974. године излаже 10 основних начела:
1. Државно уређење: Југославија се дефинише као савезна република равноправних народа и народности, слободно уједињених на принципу братства и јединства у остварењу посебног и заједничког интереса, са правом народа на самоопредељење до отцепљења. Носиоци суверенитета народа и народности су републике и покрајине у границама својих уставних надлежности. Одлучивање у федерацији заснива се на споразумевању и узајамности права и обавеза република и покрајина. Друштвено-економски односи устројавају се као социјалистички самоуправни систем.
2. Друштвено-економско уређење: Као основ друштвено-економског система наводи се друштвена својина над средствима за производњу, право радног човека на самоуправљање и уживање плодова рада, солидарност и узајамност права и обавеза свих друштвених чинилаца. Супротним уставу сматрају се сви облици приватизације друштвених средстава, као и „бирократска“ или „технократска“ узурпација средстава или монополизација одлучивања.
3. Економски систем: Друштвена својина нема правног титулара, носилац својинских права нису ни политичке институције, ни економски субјекти, ни грађани. О расподели дохотка одлучују радни људи ограничени друштвено утврђеним мерилима расподеле на потрошњу и репродукцију. Друштвена својина и радни људи организују се у Основне организације удруженог рада. Економију карактеришу новчани, кредитни и тржишни систем а као основ регулаторних механизама замишљају се повезивање, самоуправно споразумевање, друштвено договарање, планирање рада и развоја између организација удруженог рада, самоуправних и друштвено-политичких организација и заједница. Друштвене делатности као образовање, наука, култура, здравство организују се у Самоуправне интересне заједнице које представљају спој између организација удруженог рада и јавног интереса. Рад у самосталним делатностима у приватној својини и рад пољопривредника уређују се на истим принципима као и у организацијама удруженог рада. Као општи интерес на нивоу СФРЈ утврђује се усклађени развој привреде кроз финансирање развоја недовољно развијених република и покрајина.
4. Социјалистичка самоуправна демократија: дефинише се као посебан облик диктатуре пролетаријата који се осигурава кроз забрану друштвено-економског и политичког организовања усмереног на успостављање капиталистичких односа. Власт радних људи остварује се кроз самоуправљање и одлучивање у основним организацијама удруженог рада, самоуправним интересним заједницама и месним заједницама и кроз делегирање представника на више нивое, у органе управљања самоуправних организација и у скупштине друштвено-политичких организација. Прокламују се принципи јавности рада свих органа власти и самоуправљања, личне одговорности, друштвене контроле и смењивости носилаца функција, заштите уставности и законитости, али се доминантна улога у спровођењу ових принципа задржава у оквирима Уставом одређених политичких организација. Друштвена самозаштита дефинише се као активност свих друштвених чинилаца на заштити самоуправног уставног уређења. Утврђује се слобода друштвено-политичког организовања радних људи, али уз обавезу поштовања оквира самоуправног социјалистичког система којим доминира Уставом надређена политичка организација.
5. Слободе и права човека и грађанина: ограничене су интересима социјалистичког друштва. Прокламује се слобода научног, културног и уметничког стваралаштва, васпитање и образовање темељи се на основама научног социјализма, социјална политика темељи се на превазилажењу разлика проистеклих из неједнаких услова живота и рада, обезбеђују се борачка права и социјална сигурност, заштита и унапређење човекове средине.
6. Општенародна одбрана је средство обезбеђења политике мира, супротстављања агресији и притисцима, чији је саставни део јачање одбрамбене способности земље. Подразумева учешће свих друштвено-политичких институција и самоуправних организација на свим нивоима у одбрани независности, суверенитета, територијалне целокупности и самоуправног поретка. Предвиђа се јединство командовања оружаним снагама.
7. Међународни односи СФРЈ: заснивају се на принципима мирољубиве коегзистенције и активне сарадње равноправних држава и народа, придржавању начела Повеље Уједињених нација, испуњавању међународних обавеза и активном учествовању у међународним организацијама. СФРЈ се залаже за немешање у унутрашње послове других земаља, социјалистички интернационализам, одбацивање употребе силе у међународним односима до остварења општег разоружања, за право народа на ослободилачку борбу ради самоопредељења, независности и слободног избора друштвено-политичког уређења, за заштиту права националних мањина, равноправне економске односе у свету, поштовање прихваћених норми међународног права.
8. Улога политичких и синдикалних организација: Савез комуниста Југославије по уставу има одговорност носиоца политичких активности на заштити и даљем развоју самоуправних социјалистичких односа. Социјалистички савез радног народа Југославије је најшири демократски фронт радних људи и грађана и налази се под вођством Савеза комуниста ради остваривања политичког и акционог јединства. У његовом оквиру могуће је расправљање друштвених питања, покретање политичких иницијатива, усклађивање мишљења до утврђивања политичких ставова. У уставом поверене функције Социјалистичког савеза спадају питања кадровске политике, утврђивање кандидата за делегате и вршиоце функција у самоуправним и друштвено-политичким организацијама, вршење друштвене контроле над радом органа власти, органа управљања самоуправних организација и носилаца функција, остваривање утицаја над системом јавног информисања. Добровољно синдикално организовање интегрисано је у социјалистичке самоуправне односе. Синдикат је овлашћен да делегира представнике у органе управљања организација удруженог рада и у друштвено-политичке организације, да иницира и непосредно учествује у самоуправном споразумевању и друштвеном договарању.
9. Циљ друштвено-економског и политичког система утврђеног уставом СФРЈ је развој материјалне основе и друштвених односа у правцу остварења начела комунизма „Свако према способностима — свакоме према потребама“. Сви друштвени чиниоци позивају се да „доприносе остваривању људских слобода и права, хуманизовању друштвене средине и људске личности, јачању солидарности и човечности међу људима и поштовању људског достојанства“ и да изграђују односе међу људима у правцу стварања услова за отклањање принуде и ка свести о заједничким интересима.
10. Основа тумачења устава и закона су начела социјалистичког самоуправног друштва изражена у уводном делу Устава СФРЈ.

## Крај Устава
Највише примедби на државно уређење по Уставу из 1974. имала је СР Србија, што је било најприродније имајући у виду њену територијалну структуру. У почетку, тражило се од савезних власти да убеде покрајине да исправно интерпретирају Устав, по којем је Србија ипак била суверена република са одговарајућим степеном аутономије за своје покрајине. Међутим, након Кардељеве (1979) и Титове смрти (1980) све теже је било арбитрирати у споровима између република и покрајина. Средином 1980-их, српско руководство је све гласније тражило промену Устава, а не више само исправну интерпретацију. Почетком 1987, захваљујући настојањима српског руководства, Председништво СФРЈ иницирало је усвајање више од 130 амандмана. Међутим, нешто касније дошло је и до обрачуна унутар српског руководства. На Осмој седници ЦК СК Србије, септембра 1987. године, победила је струја Слободана Милошевића која је енергично и оштро захтевала раскид са Уставом из '74. Тако је крајем 1988. дошло до смене комплетних руководстава у обе покрајине, а у пролеће 1989. године усвојени су амандмани на Устав Србије, који су знатно сузили овлашћења и права покрајина. Коначан раскид са уставним решењима из '74. Србија је завршила септембра 1990. године, када је добила потпуно нови Устав.
У међувремену су и остале југословенске републике отпочеле раскид са Уставом из '74. Словенија је у марту 1990. уклонила најпре из назива републике префикс „социјалистичка“, и истовремено усвојила низ амандмана који је раскинуо са социјалистичким уређењем. Хрватска је, након победе ХДЗ Фрање Туђмана, у лето 1990. усвојила амандмане којима је такође избацила префикс „социјалистичка“ и изменила републичке симболе, а у децембру 1990. добила потпуно нови Устав. Босна и Херцеговина и Македонија су у јесен '90, након што су победиле антикомунистичке снаге, такође раскинуле са социјалистичким системом, а у Црној Гори је раскид формално означен доношењем новог републичког Устава у јесен 1992. године.